# مركز الرياض الدولي للمؤتمرات والمعارض
مركز الرياض للمؤتمرات والمعارض الدولي هو مركز مؤتمرات في الرياض، المملكة العربية السعودية.

## تاريخ
افتُتح مركز المؤتمرات في مارس 2009. خلال جائحة فيروس كورونا، حوِّل المركز إلى مركز للتطعيم، وكان أول مركز للتطعيم في السعودية ضمن الحملة الوطنية للتلقيح ضد كوفيد-19 في السعودية.